# Tam Bình (xã)
Tam Bình là xã thuộc tỉnh Vĩnh Long, Việt Nam.
Trước ngày 16 tháng 6 năm 2025, Tam Bình là thị trấn huyện lỵ của huyện Tam Bình, tỉnh Vĩnh Long.

## Địa lý
Xã Tam Bình có vị trí địa lý:
- Phía đông giáp xã Hòa Bình.
- Phía tây giáp xã Song Phú.
- Phía nam giáp xã Ngãi Tứ và Trà Côn.
- Phía bắc giáp xã Cái Ngang và Hòa Hiệp.

Xã Tam Bình có diện tích 34,63 km², dân số năm 2025 là 32.612 người, mật độ dân số đạt 941 người/km².

## Hành chính
Thị trấn Tam Bình được chia thành 4 khóm: 1, 2, 3, 4.

## Lịch sử
Tính đến ngày 31 tháng 12 năm 2022, thị trấn Tam Bình có 1,68 km² diện tích tự nhiên và quy mô dân số là 6.629 người. Xã Tường Lộc có 12,02 km² diện tích tự nhiên và quy mô dân số là 13.872 người.
Ngày 28 tháng 9 năm 2024, Ủy ban Thường vụ Quốc hội ban hành Nghị quyết số 1203/NQ-UBTVQH15 về việc sắp xếp đơn vị hành chính cấp xã của tỉnh Vĩnh Long giai đoạn 2023 – 2025 (nghị quyết có hiệu lực từ ngày 1 tháng 11 năm 2024). Theo đó, sáp nhập toàn bộ 12,02 km² diện tích tự nhiên và quy mô dân số là 13.872 người của xã Tường Lộc vào thị trấn Tam Bình.
Thị trấn Tam Bình có 13,70 km² diện tích tự nhiên và quy mô dân số là 20.501 người.
Ngày 16 tháng 6 năm 2025, Ủy ban Thường vụ Quốc hội ban hành Nghị quyết số 1687/NQ-UBTVQH15 về việc sắp xếp các đơn vị hành chính cấp xã của tỉnh Vĩnh Long năm 2025. Theo đó, sắp xếp toàn bộ diện tích tự nhiên, quy mô dân số của xã Mỹ Thạnh Trung và một phần diện tích tự nhiên, quy mô dân số của thị trấn Tam Bình thành xã mới có tên gọi là xã Tam Bình.
Sau khi sáp nhập, xã Tam Bình có 34,63 km² diện tích tự nhiên và dân số 32.612 người.